# Groblice
Groblice est une localité polonaise de la gmina de Siechnice, située dans le powiat de Wrocław en voïvodie de Basse-Silésie.